# 上西泰史
上西 泰史（かみにし やすし、2月27日 - ）は、日本のベーシスト、音楽プロデューサー、サウンドクリエイター、作詞家。大分県中津市出身。

## 略歴
1990年、バンド「ガラパゴス」にて東芝EMIよりメジャー・デビュー。担当楽器はベース。多くの楽曲で作詞・作曲を手がけ、ガラパゴスではジャングルビートと呼ばれる、当時のバンドブームから離れた独自のサウンドを追求した。
個性的な歌詞と情緒的なメロディがボーカルの狩野環のストレートな歌声とマッチし、東芝EMI新人賞を受賞した。藤井丈司プロデュースによる1stアルバム、クマ原田プロデュースによる2ndアルバムまでは、エスニックの要素や生ドラムの4つ打ちキック、タムやフロアドラムをメインにしたジャングルビートを基本に置きながら、1990年当時イギリスで流行していたミュージックシーケンサー、サンプリング、ループを積極的に取り入れたミクスチャー・ロック的音楽だった。
自身もレコーディングで訪れたロンドンのエレクトロニック・ダンス・ミュージックに強い影響を受け、当時シーケンサーにOpcode Vision、KORG M1とサンプラーにAKAI S1000をメインとして作曲を行っていた。
ガラパゴスは3枚のオリジナル・アルバムとベスト・アルバムを発表し、1994年に解散。
解散後は狩野環とSuper EGOを結成（現在は活動休止）。声楽とノイズギターを融合させたLOAD PLANET I.Dのバンドを軸に置きながら、サウンドクリエイターとして活動開始した。
後にカプコンのシューティングゲーム「ギガウイング」のサウンドトラック制作を行った事をきっかけに、タクミコーポレーションの作品でも楽曲を制作し、CM音楽、ゲーム音楽、イベント映像音楽、サウンドロゴなど企業向けサウンド制作を中心に行うようになる。
サウンド制作では幅広い音楽性を発揮し、ロック、テクノ、エレクトロ、アシッドジャズ、アンビエントなどクラブ系からオーケストラまでの作曲、トラック制作を単独で行った。
日本はもとより海外でも高い評価を得ており、希少価値の高いゲーム・サウンドトラックが現在でも高額で売買されている。
2006年にHAL FROM APOLLO '69のボーカルhal、秋間経夫、ワタナベノブタカ、SHIGESONIQと共にバンド「Core-MEDALICS」の一員として活動。
2008年より秋間の結成したグラムロック・バンドRama Amoebaにベーシストとして参加。
2009年、NBCユニバーサル・エンターテイメントジャパンよりRama Amoebaとしてメジャー第一弾アルバムを異例の2枚同時発売し、ヨーロッパツアーを行う。
2010年、ソニーモバイルコミュニケーションズのスマートフォンXperiaSO-01Bのカメラ機能のサウンドデザインコンセプトを担当。
2012年1月25日、ガラパゴスの1stアルバム『DOWN BY LAW』が廉価盤として再発売。2月1日に発売された布袋寅泰のボックス・セット『MEMORIAL SUPER BOX』生産限定盤には、かつて布袋がラジオ番組でカバーしたガラパゴス「月の流す涙」が収録。
6月英国のゲームクリエータの開発したiphoneゲームアプリpig bulletに曲を提供。作曲家としての活動も活発に行っている。6月27日、Rama Amoebaを脱退。
2013年、イギリスで開催されたUKソングライティング・コンテストにて、上西が作曲、藤生ゆかり作詞の『Samurai Fire (Down by Law)』がコメンデッド・エントリー2012を受賞した。
2015年3月、プロデュースを担当したタグチハナ「Orb」が発売。11月、フランスのバンドDEAD SEXY Inc.のリミックス「You can make it」が発売。12月、プロデュースを担当したタグチハナ「Sound Of Swells」（2015年12月09日、NYTR-012）が発売。
2018年9月、DEAD SEXY Inc.のリミックス「Selfie Gluten Free」がレコードで発売。渋谷スターラウンジで行われたDEAD SEXY Inc.の来日公演にベースで参加。11月、コント劇団明日のアーに楽曲提供。
2021年1月、橘レイアプロデュース作品3曲が配信発売。

## 参加作品

### アルバム
ガラパゴス（東芝EMI）
- - Down By Law（1990）[3]
  - Flowers（1992）[4]
  - HONEY PIE（1993）
  - TREASURE （1994年6月1日）TOCT-8385

Core-MEDALICS
- - DIORAMA（2006）（DEDICATION RECORDS）

Rama Amoeba
- - Hello! End Of The World（2009年7月8日、GNCL-1212）
  - Golden Age Of Glam Rock（2009年7月8日、GNCL-1213）
  - RED OR BLUE （2012年4月4日、BZCS-1087）

### オムニバス
STAR STREET TRAX VOL.1（1994）（東芝EMI）
YOSHIHITO ONDA WORKS at DEDICATION RECORDS 2001-2006（2006）（DEDICATION RECORDS）
Rama Amoeba
- - 果てしなきグラムロック歌謡の世界（2012）（キングレコード）

### サウンドトラック
ギガウイング（1999）（セルピュータ）
ギガウイング2　マーズマトリックス（2001）（セルピュータ）
ナイトレイド（2001）（サイトロン・デジタルコンテンツ ）
BLAST!〜SHOOTING GAME SOUND OMNIBUS VOL.1〜（2003）（ティームエンタテインメント）
STORM!〜SHOOTING GAME SOUND OMNIBUS Vol.2〜（2003）（ティームエンタテインメント）

### 作詞
東京パフォーマンスドール 夢で逢いましょう（アルバム『Check My Heart』）
本田美奈子. Sweet Dreams（アルバム『優しい世界』）

### バンド活動
各バンドの項目を参照
ガラパゴス
Core-MEDALICS
Rama Amoeba

### ゲーム音楽
ギガウイング（1999年）
マーズマトリックス（2000年）
ギガウイング2（2000年）
お天気ころりん（2001年）
ナイトレイド（2001年）
GIGAWING GENERATIONS（2004年）
ミロンのほしぞらしゃぼん パズル組曲（2006年）
めざせ!!釣りマスター（2007年）

## 関連記事
ゲーム音楽の作曲家一覧